# Розширена підтримка життя

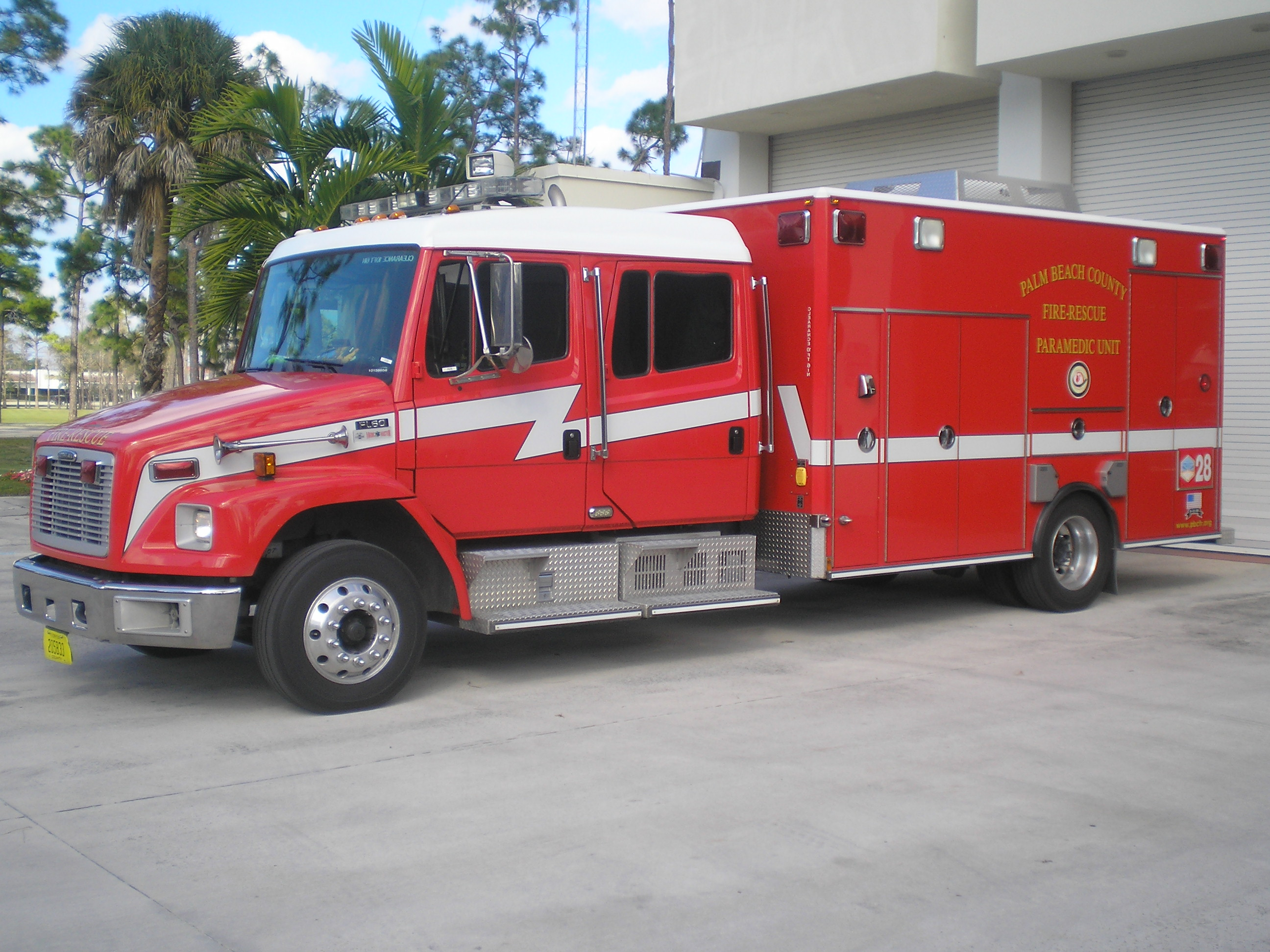
Рятувальний підрозділ з навичок розширеної підтримки життя Пожежна служба округу Палм-Біч, яку використовують для екстреної медичної служби у окрузі Палм Біч, штат Флорида.

Розширена підтримка життя, рідше Професійна підтримка життя (англ. Advanced Life Support, ALS) — набір настанов та навичок з порятунку життя, що розширюють Базову підтримку життя (англ. Basic Life Support) до подальшої підтримки циркуляції, відновлення прохідності дихальних шляхів та адекватної вентиляції.

## Складові ALS

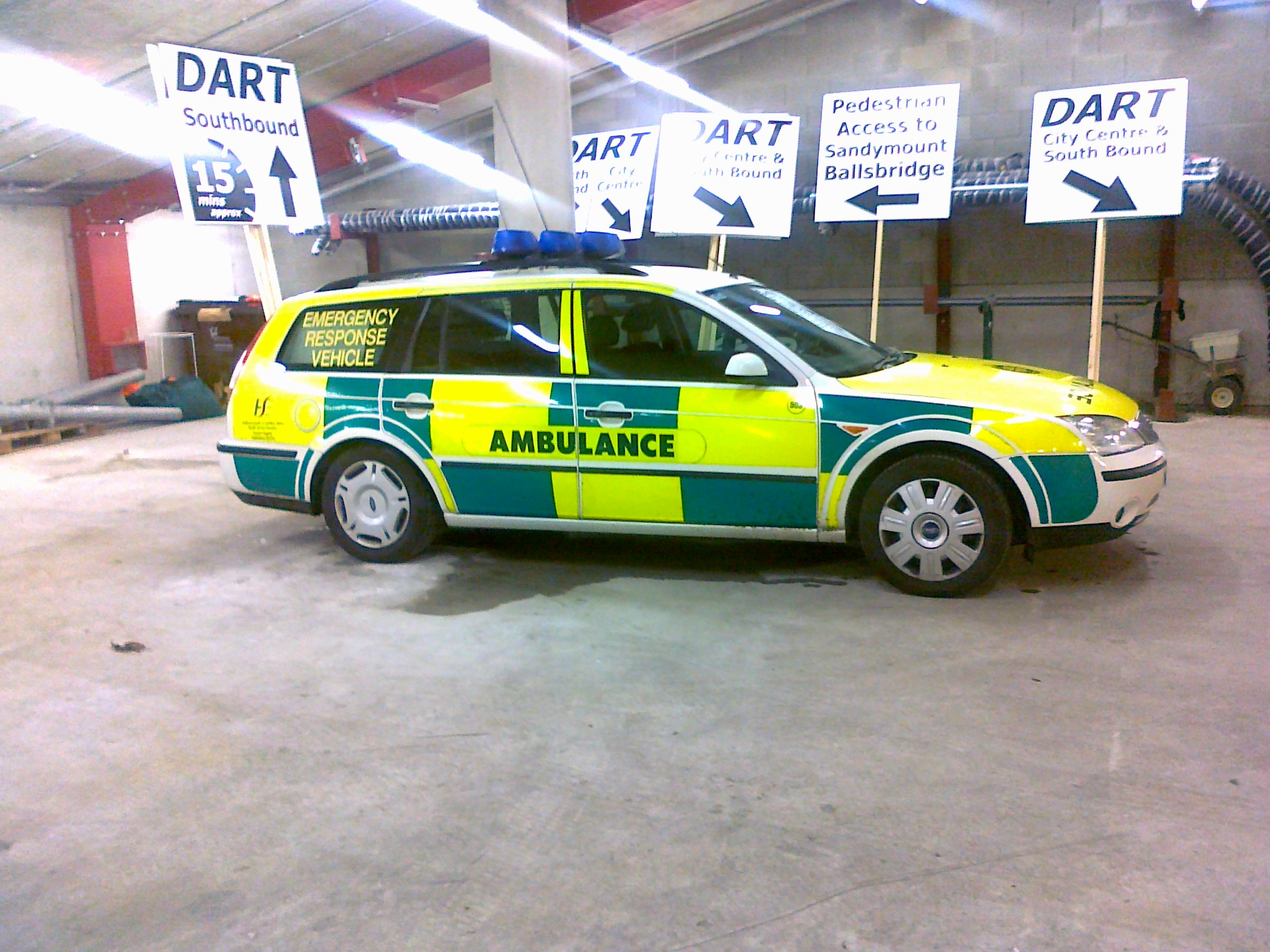
Машина парамедиків із навичками ALS Національної служби екстреної допомоги Інраландії HSE National Ambulance Service на стадіоні Авіва у Дубліні, Ірландія.

Розширена підтримка життя у різних варіантах може включати:
- Інтубацію трахеї
- Індукція швидкої послідовності[en]
- Моніторинг серцевої діяльності
- Дефібриляцію
- Застосування черезшкірних водіїв ритму[en]
- Забезпечення внутрішньовенного доступу (IV)
- Внутрішньокістковий доступ (в/к) та в/к інфузію
- Хірургічну конікотомію
- Пункційну конікотомію
- Голкову декомпресію напруженого пневмотораксу
- Введення лікарських засобів парентерально та ентерально (в/в, в/к, п/о, ректально, ендотрахеально, сублінгвально та трансдермально)
- Розширена серцева підтримка життя[en] (англ. Advanced Cardiac Life Support, ACLS)
- Педіатрична розширена підтримка життя[en] (англ. Pediatric Advanced Life Support, PALS) або Педіатричне навчання медичних працівників догоспітального етапу (англ. Pediatric Education for Pre-Hospital Providers, PEPP)
- Догоспітальна підтримка життя при травмі (Pre-Hospital Trauma Life Support) (PHTLS), Базова підтримка життя при травмі (Basic Trauma Life Support, BTLS) або Міжнародна підтримка життя при травмі (англ. International Trauma Life Support, ITLS)

## Алгоритми ALS
ALS передбачає, що заходи з Базової підтримки життя (вентиляції мішком типу Амбу із додатковою подачею кисню та непрямий масаж серця) вже проведено.
Головний алгоритм ALS, який застосовують, коли зафіксовується зупинка серцевої діяльності, спирається на моніторинг електричної активності серця на кардіомоніторі. Залежно від типу аритмії, проводиться дефібриляція чи вводяться лікарські засоби. Може подаватись кисень чи проводитись ендотрахеальна інтубація для захисту дихальних шляхів. Через регулярні проміжки часу оцінюється ефект лікування на серцевий ритм та наявність серцевого викиду.
Відповідно до показів можуть вводитись адреналін (епінефрин), аміодарон, атропін, натрію гідрокарбонат, кальцій, калій та магній, тощо. Для підвищення об'єму циркулюючої крові можуть вводити  кристалоїди чи колоїди.
Під час проведення СЛР (ручним методом чи із застосуванням відповідного обладнання, наприклад AutoPulse), члени команди розглядають вісім форм потенційно зворотних причин зупинки серця, для запам'ятовування яких є мнемонічна схема  «6Г та 5Т» (англ. 6Hs & 5Ts). Зазвичай ці зворотні причини вивчають та запам'ятовують у вигляді «4Г та 4Т»(англ. 4Hs and 4Ts) — об'єднуючи гіпоглікемію та ацидоз  з гіпер/гіпокаліємією як метаболічні причини та опускаючи травму, оскільки вона і є однією з причин гіповолемії. Про це спрощення слід пам'ятати при ресусцитації.

## Г та Т
«Г»
- Гіпоксія: низький рівень кисню у крові
- Гіповолемія: зниження об'єму циркулюючої крові: абсолютне при крововтраті чи втраті рідини; відносне через розширення судин
- Гіперкаліємія або гіпокаліємія: патологічні зміни концентрації калію у крові, та пов'язані з цим зміни концентрації кальцію та магнію.
- Гіпотермія/Гіпертермія: критичні зміни температури тіла
- Гідрогену йони (Ацидоз)
- Гіпоглікемія: низький рівень глюкози крові.

«T»
- ПневмоТоракс напружений (англ. Tension pneumothorax): підвищення тиску у плевральній порожнині, що призводить до зменшення венозного повернення до серця
- Тампонада: наявність крові чи надлишкової рідини у перикарді, що стискують серце
- Токсини та/або таблетки: сторонні хімічні речовини в організмі внаслідок отруєння чи вживання ліків
- Тромбоемболія та пов'язані механічні порушення прохідності (блокада судин до легень чи серця тромбом чи іншим матеріалом)

## Інші стани
ALS також стосується різноманітних станів, пов'язаних із зупинкою серця, таких як аритмій серця (миготіння передсердь, шлуночкова тахікардія), отруєнь та практично всіх станів, які за відсутності лікування можуть спричинити зупинку серця, окрім дійсно хірургічних надзвичайних ситуацій (які розкриті у Розширеній підтримці життя при травмі (англ. Advanced Trauma Life Support).

## Хто проводить ALS
Багатьох працівників охорони здоров'я навчають певним формам Розширено підтримки життя.
У різних країнах цей рівень медичної допомоги на догоспітальному етапі забезпечують лікарі, медичні сестри, фельдшера, парамедики та  треновані екстрені медичні техніки відповідного рівня. Канадські парамедики можуть мати кваліфікацію у ALS (англ. Advance Care Paramedic-ACP) або лише у Базовій підтримці життя (англ. Primary Care Paramedic-PCP) (див. Парамедики у Канаді). У США, рівень кваліфікації парамедика власне і називають  ALS. Служби з персоналом екстрених медичних техніків називають Базовою підтримкою життя (англ. Basic Life Support, BLS), а з персоналом екстрених медичних техніків проміжного рівня EMT-Intermediates називають Проміжною підтримкою життя (англ. Intermediate Life Support, ILS). У Ірландії, ALS забезпечується парамедиками розширеної кваліфікації (англ. Advanced paramedic, AP). Це найвищий клінічний рівень (шостий рівень) догоспітальної допомоги у Ірландії, що ґрунтується на стандартах Ради з догоспітальної екстреної допомоги (англ. Pre-Hospital Emergency Care Council).
У закладах охорони здоров'я  ALS зазвичай проводиться командою лікарів та медичних сестер з можливою допомогою певних клінічних парамедиків, що можуть бути у певних системах. Команди з допомоги при зупинці серця (англ. Cardiac arrest teams, Code Teams), звичайно складаються із молодших лікарів або кваліфікованих медсестер, техніків різних спеціальностей, наприклад невідкладних станів, анестезіології, лікарі загальної практики або внутрішньої медицини.

## Зовнішні посилання
- UK Resuscitation Council ALS page [Архівовано 9 травня 2015 у Wayback Machine.]
- About First Aid ALS Definition [Архівовано 3 березня 2016 у Wayback Machine.]